# 南怡の謀叛事件
南怡の謀叛事件（なんい(ナム・イ)のむほんじけん）は、李氏朝鮮の8代国王の睿宗在位期の1468年に発生した事件。将軍・南怡の謀叛の企てが発覚したとされ、関与したとされる多数の文官・武官が処刑された。今日では、王族中心の新興勢力が、承政院を基盤とする旧来の有力者（院相勢力）によって粛清された政変と解釈されている。
韓国では「南怡の獄」（남이의 옥）、「南怡の獄事」（남이의 옥사）、「南怡の乱」とも記される。

## 事件の経緯
睿宗の父・世祖は、癸酉靖難（1453年）によって実力で権力を奪取した王である。世祖はこのクーデタに従った韓明澮・申叔舟らの腹心（靖難功臣）で周囲を固め、強大な王権を自らのもとに集約した。1467年に勃発した李施愛の乱は世祖の中央集権に反発した地方豪族が起こしたものだが、この叛乱の鎮定に活躍した亀城君李浚（世宗の孫）・康純・南怡（太宗の外孫）らを世祖は抜擢し要職につけるようになった。
謀叛事件の首謀者とされる南怡は、李施愛の乱についで女直の討伐でも功績をあげ、工曹判書に抜擢された。1468年には27歳の若さで兵曹判書となり、軍事権を握ることになった。しかし同年世祖が死去すると、後ろ盾を失った南怡は、院相（承政院の大臣）・勲旧大臣から一斉に批判を浴びる。世祖の息子である睿宗はこの若い王族の青年将軍を妬み嫌っていたので、南怡を兵曹判書から兼司僕将に降格した。そんな時、南怡と同じく「李施愛の乱」で登用された柳子光が、睿宗に南怡が謀叛を企てていると告発した。逮捕された南怡はきびしい尋問の末に「謀叛の計画」を認めた。
謀叛計画には、領議政・康純も関与していたとされたことから、事件は大規模な粛清へ発展し、南怡・康純・曺敬治・文孝良（女真族出身の将軍）のほか、約30人の武官が処刑され、その一族が奴婢に落とされた。

## 影響
韓明澮・申叔舟らの勢力は、睿宗を継いで即位した若年の成宗の治世の前半まで権力を独占した。彼らは勲旧派と呼ばれる層を形成し、その後も強い影響を残し続けた。この事件の発端を作った柳子光は戊午士禍（1498年）でも重要な役割を果たし、士林派からは奸臣として憎悪を集めることになる。
文禄の役以降、一部の野史はこの事件を柳子光による捏造事件だと指摘した。南怡は民間で鬼神として神格化され、信仰の対象ともなった。350年後の純祖の時代に、後孫の上疏により南怡の名誉は回復された。